# Tanúhegy (emlékmű)

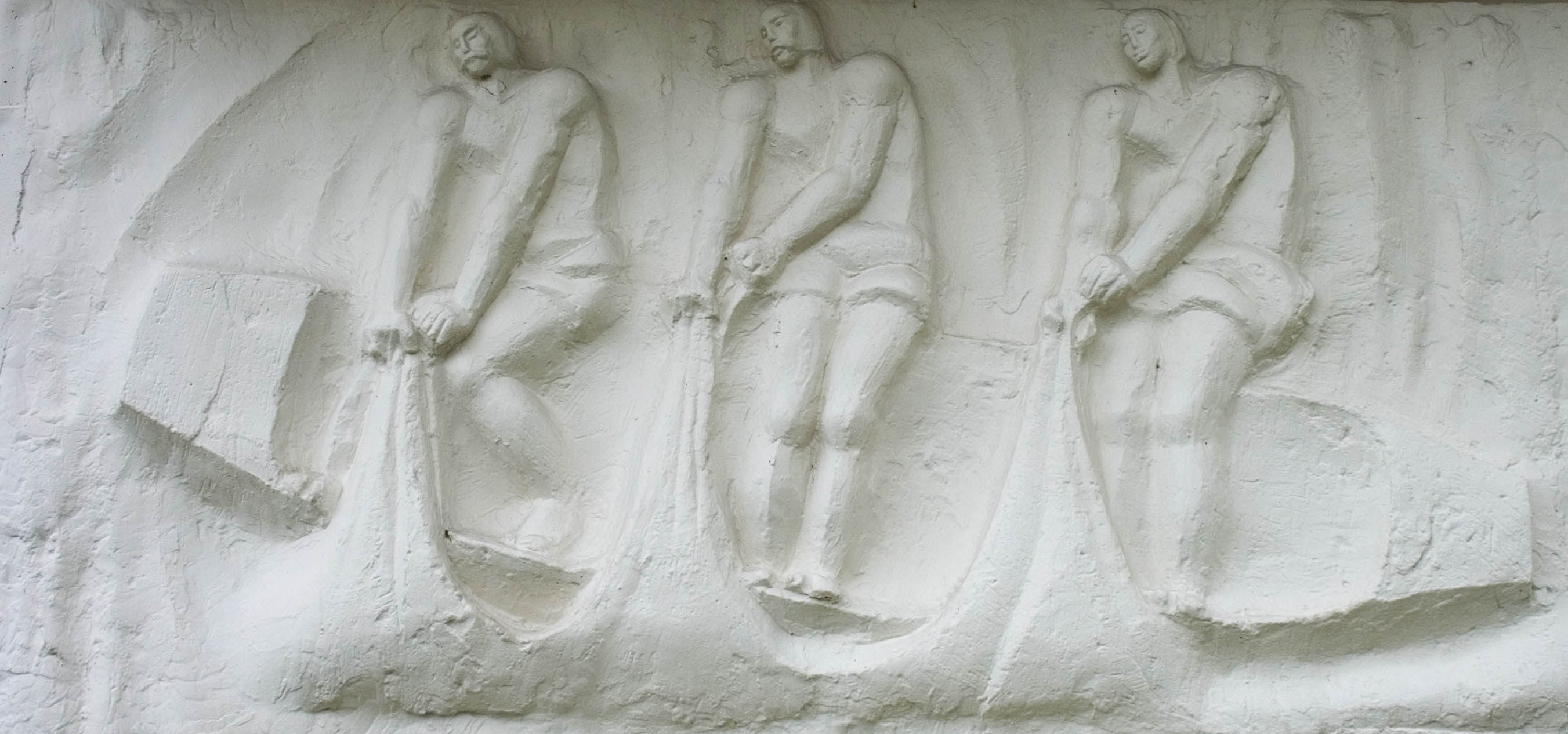
Részlet: a tiszai halászat allegóriája

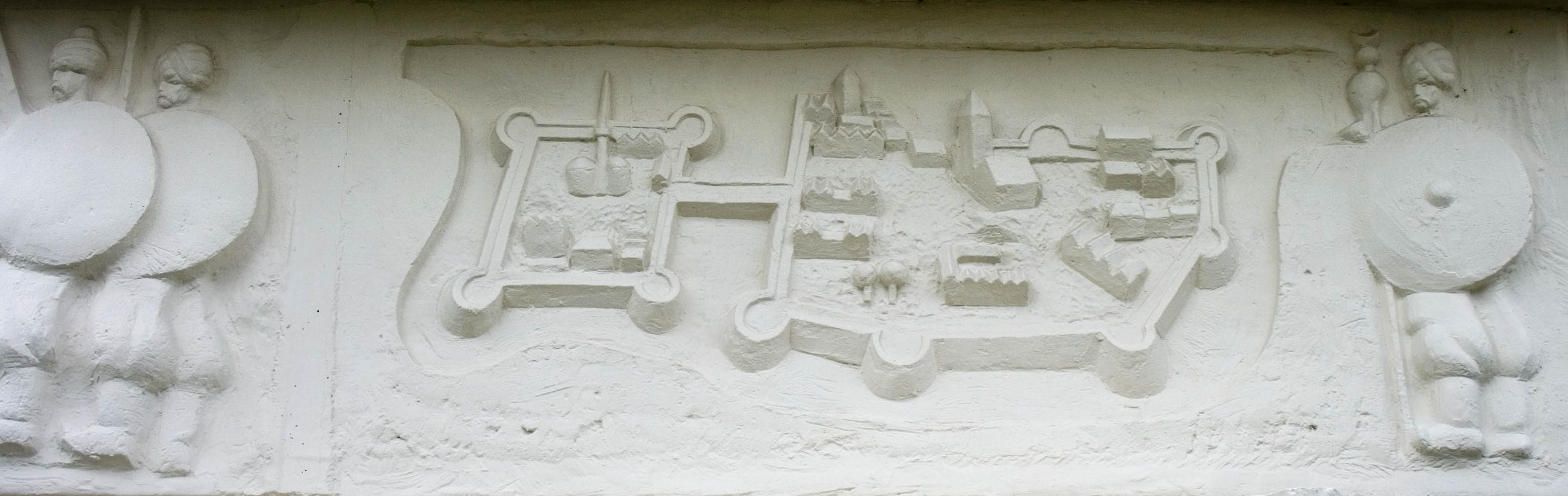
Részlet: török kori harcok emléke - a szolnoki vár képe

A szolnoki Tanúhegy emlékmű a Jubileum téren áll. A betonból készült hatalmas emlékmű a város 900 éves fennállásának emlékére készült. Kilenc betonrétegből áll, a rajtuk található domborművek a város küzdelmes évszázadait mutatják be. A kilenc betonréteg a város kilenc évszázadát jelképezi. Gyurcsek Ferenc és Kampis Miklós szobrászművészek alkotását 1975-ben avatták fel.